# 兵庫県道120号たつの竜野停車場線
兵庫県道120号たつの竜野停車場線（ひょうごけんどう120ごう たつのたつのていしゃじょうせん）は、兵庫県たつの市を通る一般県道である。

## 概要
たつの市揖西町小神（おがみ）からたつの市揖保川町黍田（きびた）に至る。
以前は兵庫県道120号竜野竜野停車場線だったが、たつの市発足（2005年（平成17年）10月1日）に伴い2006年（平成18年）4月1日兵庫県告示第418号の2により現行の路線名称に変更された。

### 路線データ
- 起点：たつの市揖西町小神（龍野新大橋西交差点、兵庫県道5号姫路上郡線交点）
- 終点：たつの市揖保川町黍田（JR西日本山陽本線 竜野駅前）
- 総延長：4.3 km

## 歴史
- 2006年（平成18年）4月1日 - 兵庫県告示第418号の2により竜野竜野停車場線からたつの竜野停車場線に変更。

## 路線状況

### 道路施設

#### 橋梁
- 野田橋（中垣内川、たつの市）

## 地理

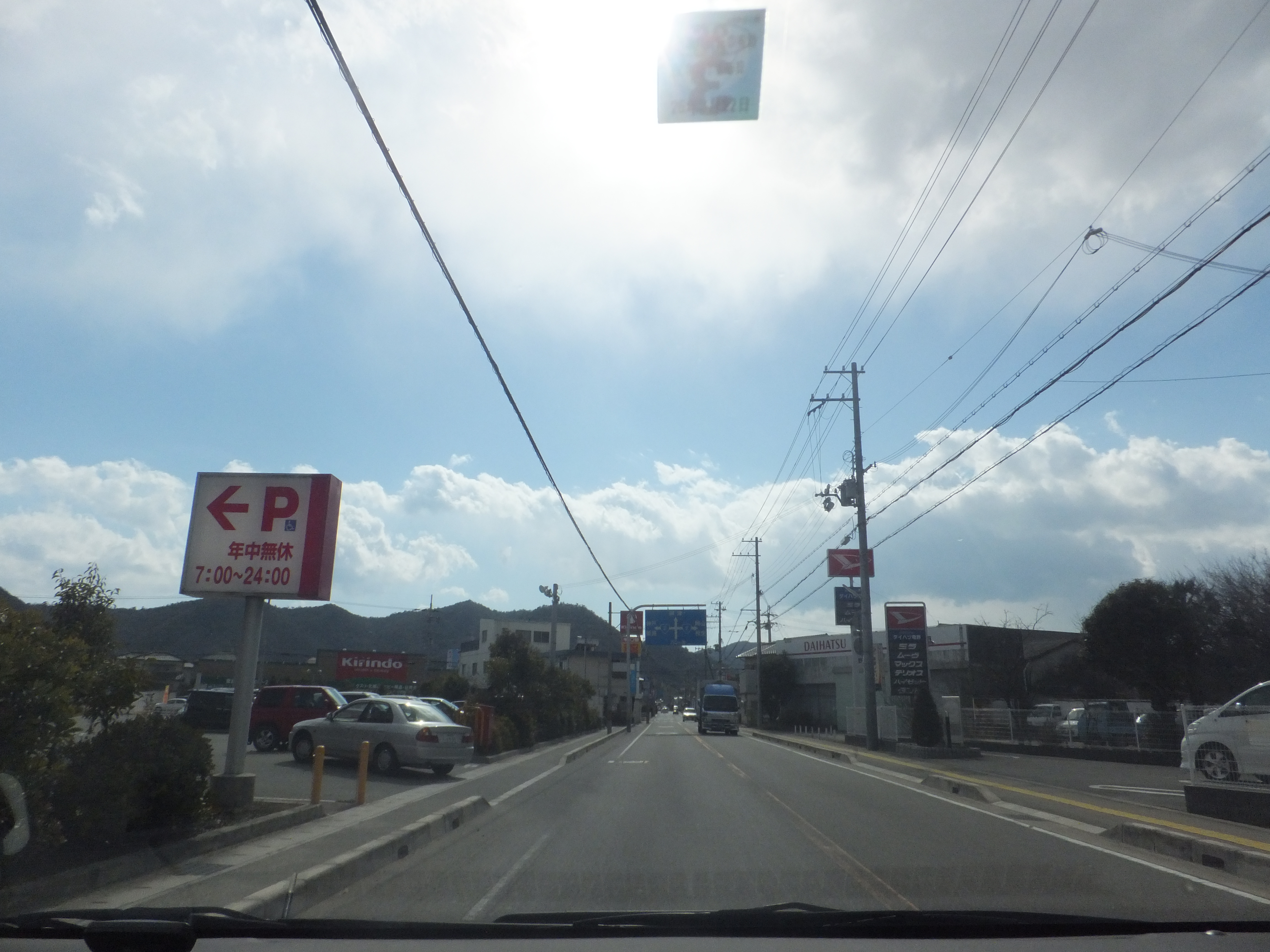
たつの市揖保川町正篠

### 通過する自治体
- たつの市

### 交差する道路
| 交差する道路              | 交差する場所           | 交差する場所              |
| ------------------------- | ---------------------- | ------------------------- |
| 兵庫県道5号姫路上郡線     | 揖西町小神（おがみ）   | 龍野新大橋西交差点 / 起点 |
| 国道2号                   | 揖保川町山津屋         | 正条交差点                |
| 兵庫県道441号中島揖保川線 | 揖保川町黍田（きびた） |                           |

### 交差する鉄道
- 山陽本線

### 沿線
- 揖保川
- たつの市立竜野西中学校
- たつの市立半田小学校
- たつの市総合文化会館アクアホール
- たつの市役所揖保川総合支所
- たつの市立揖保川中学校
- JR西日本山陽本線 竜野駅